# Бармош, Йозеф
Йозеф Бармош (чеш. Jozef Barmoš; род. 28 августа 1954[…], Шураны, Нове-Замки) — чехословацкий футболист, игравший на позиции защитника. По завершении игровой карьеры — футбольный тренер.
Выступал почти всю карьеру за клуб «Интер» (Братислава), кроме того, в одном сезоне играл за пражскую «Дуклу», с которой стал чемпионом страны, а в конце игровой карьеры играл в Бельгии за клуб «Расинг Брюссель». Также выступал за национальную сборную Чехословакии, в составе которой выиграл титул чемпиона Европы.
По завершении игровой карьеры долгое время был связан с «Интером» (Братислава), где работал в качестве тренера, функционера и президента.

## Клубная карьера
Родился 28 августа 1954 года в городе Шураны. Воспитанник футбольной школы клуба «Дружстевник» (Бешеново). Во взрослом футболе дебютировал в 1970 году за команду «Интер» (Братислава), в которой провел восемь сезонов.
В течение 1978—1979 годов проходил военную службу, выступая в составе клуба «Дукла» (Прага), с которой стал чемпионом Чехословакии.
В 1978 году вернулся в «Интер», где отыграл ещё шесть сезонов. Завершал профессиональную карьеру футболиста выступлениями за бельгийский «Расинг Брюссель», где играл в 1985—1989 годах, при этом в сезонах 1986/87 и 1987/88 клуб выступал в высшем дивизионе страны.

## Выступления за сборную
Не имея ни одного матча в составе национальной сборной Чехословакии, Йозеф поехал с командой в качестве резервного игрока на чемпионат Европы 1976 года в Югославии, где на поле не выходил, однако при этом завоевал с командой титул континентального чемпиона.
Лишь 9 ноября 1977 года он дебютировал в официальных играх за сборную в товарищеском матче против сборной Венгрии (1:1) и со следующего года стал основным игроком чехословацкой команды. В этом статусе он поехал на следующий чемпионат Европы 1980 года в Италию, на котором сыграл во всех четырёх играх, а в матче за 3-е место против сборной Италии (1:1) забил решающий девятый послематчевый пенальти (9:8), принеся своей команде бронзовые награды.
Через два года поехал и на чемпионат мира 1982 года в Испанию. Там Бармош также являлся основным игроком, однако команда выступила на турнире неудачно. После сенсационной ничьей с Кувейтом (1:1) чехословаки проиграли сборной Англии (0:2), пропустив один из мячей после автогола Бармоша. Третья игра, которая состоялась 24 июня 1982 года против сборной Франции, вновь закончилась вничью и стала последней для Йозефа за сборную.
За семь лет Йозеф Бармош провёл в форме главной команды страны 50 матчей.

## Карьера тренера
После окончания карьеры Бармош стал футбольным тренером и с 1989 по 1991 год работал играющим тренером австрийской любительской команды «Зигхартскирхен».
Вскоре Бармош вернулся на родину, где стал работать в местной футбольной федерации. Сначала возглавлял сборную Словакии до 19 лет, где работал 4 года до 1995 года. Затем до 1998 года был тренером сборной Словакии до 21 года и ассистентом национальной сборной в штабе Йозефа Янкеха.
В 1999—2000 годах возглавлял «Жилину», а затем, в 2001—2005 годах, работал генеральным менеджером братиславского «Интера». За это время команда стала чемпионом и обладателем Кубка Словакии.
С 2006 по 2008 год Бармош снова работал с молодёжными командами Словакии — сначала со сборной до 20 лет, а потом и до 21 года.
В 2009 году стал президентом восстановленного «Интера» (Братислава), который начал играть в шестом по уровню дивизионе страны. Бармош с перерывами работал также и главным тренером команды. Помог клубу несколько раз повыситься в классе, дойдя до второго по уровню дивизиона Словакии.

## Титулы и достижения

### Как игрока
- Чемпион Чехословакии (1):

«Дукла» (Прага): 1988/89
- Чемпион Европы (1):

Чехословакия: 1976

## Личная жизнь
Женат, имеет двоих детей. Сын Павол также был профессиональным футболистом и играл в Словакии, Литве и Австрии.
В 2010 году принимал участие в парламентских выборах в Национальный совет Словакии от партии «Союз — Партия за Словакию», однако на выборах партия не преодолела 5-процентный барьер.